# Ноздрёва, Елена Петровна
Елена Петровна Ноздрёва (бел. Алена Пятроўна Наздрэва; 10 ноября 1998, д. Удога, Чериковский район, Могилёвская область) — белорусская гребчиха-каноистка, выступает за сборную Беларуси. Чемпионка мира и Европейских игр. Призёр чемпионата Европы.

## Спортивная биография
2015 год
Чемпионат мира среди юниоров: каноэ-двойка, 200 метров — первое место
Чемпионат Европы среди юниоров: каноэ-двойка, 200 метров — первое место
2016 год
Чемпионат Европы: каноэ-двойка, 500 метров — первое место
Чемпионат Европы среди юниоров: каноэ-двойка, 200 метров — второе место
Чемпионат мира среди юниоров: каноэ-двойка, 500 метров — первое место; каноэ-двойка, 200 метров — первое место; каноэ-одиночка, 500 метров — первое место
2017 год
Чемпионат мира: каноэ-одиночка, 200 метров — четвертое место; каноэ-двойка, 500 метров — третье место
Чемпионат Европы: каноэ-двойка, 500 метров — второе место; каноэ-одиночка, 200 метров — третье место
Чемпионат мира среди молодежи: каноэ-одиночка, 500 метров — первое место; каноэ-одиночка, 200 метров — третье место; каноэ-двойка, 500 метров — первое место; каноэ-двойка, 200 метров — первое место
2018 год
Чемпионат Европы: каноэ-одиночка, 200 метров — четвертое место, каноэ-одиночка, 500 метров — первое место, каноэ-двойка, 200 метров — второе место
Чемпионат мира: каноэ-одиночка, 200 метров — третье место; каноэ-одиночка, 500 метров — второе место; каноэ-двойка, 200 метров — первое место
Чемпионат мира среди молодежи: каноэ-одиночка, 500 метров — второе место; каноэ-одиночка, 200 метров — третье место
2019 год
Чемпионат мира: каноэ-одиночка, 200 метров — третье место; каноэ-одиночка, 500 метров — первое место
Европейские игры: каноэ-одиночка, 200 метров — первое место
2021 год
Олимпийские игры-2020: каноэ-одиночка, 200 метров — 11-е место
Чемпионат мира: каноэ-четверка, 500 метров — первое место; каноэ-двойка, 500 метров — второе место; каноэ-одиночка, 500 метров — третье место; каноэ-одиночка, 200 метров — седьмое место
Чемпионат Европы: каноэ-одиночка, 200 метров — четвертое место; каноэ-одиночка, 500 метров — третье место; каноэ-двойка, 200 метров — четвертое место
2024 год
В июне 2024 года завоевала золотую медаль Спортивных игр стран БРИКС в Казани в гребле на каноэ.
В августе 2024 года победитель чемпионата мира по гребле на байдарках и каноэ 2024 года в Самарканде (Узбекистане) (дистанция 1000 метров).